# Yama no susume
Yama no susume (ヤマノススメ?, Yama no susume, lett. "Incoraggiamento d'alpinismo"), anche noto col titolo internazionale di Encouragement of Climb, è un manga di genere slice of life scritto e disegnato da Shiro, serializzato sul Comic Earth Star di Earth Star Entertainment dal 12 agosto 2011. Dal manga è stata tratta una serie anime, trasmessa in tre stagioni tra il 3 gennaio 2013 e il 24 settembre 2018.

## Trama
Aoi e Hinata sono amiche d'infanzia: la prima preferisce restare in casa e ha paura delle altezze, la seconda ama fare escursioni e praticare l'alpinismo. Hinata decide di aiutare l'amica a superare la paura, facendo insieme una scalata per osservare l'alba dalla cima di una montagna.

## Personaggi
Aoi Yukimura (雪村 あおい?, Yukimura Aoi)
Doppiata da: Yuka Iguchi
È una ragazza che ha paura delle altezze da quando, cadendo mentre giocava in un parco, si ruppe la gamba. Migliore amica di Hinata, grazie a lei si appassiona all'alpinismo.
Hinata Kuraue (倉上 ひなた?, Kuraue Hinata)
Doppiata da:  Kana Asumi
È una ragazza energica che adora l'alpinismo. Migliore amica di Aoi, incoraggia quest'ultima a superare le proprie paure.

## Anime

### Stagione 1 (2013)
| Nº       | Titolo italiano Giapponese 「Kanji」 - Rōmaji                                                       | In onda          | In onda |
| Nº       | Titolo italiano Giapponese 「Kanji」 - Rōmaji                                                       | Giapponese       |         |
| 1        | Tutto tranne le Montagne! 「山だけはダメ!」 - Yama dake wa Dame!                                    | 3 gennaio 2013   |         |
| 2        | Andiamoci insieme 「ふたりで行こう!」 - Futari de Ikō                                               | 10 gennaio 2013  |         |
| 3        | Arrampicare in Montagna è Pericoloso!? 「登山って、命がけ!?」 - Tozan tte, Inochigake!?             | 17 gennaio 2013  |         |
| 4        | Duello! Cucina in Montagna!? 「対決! 山料理!?」 - Taiketsu! Yama Ryōri!?                            | 24 gennaio 2013  |         |
| 5        | Cos'è uno Schlafsack? 「シュラフって何?」 - Shurafu tte Nani?                                       | 31 gennaio 2013  |         |
| 6        | Sono io a decidere!? 「決めるのは、わたし!?」 - Kimeru no wa, Watashi!?                             | 7 febbraio 2013  |         |
| 7        | Quale Daypack vuoi? 「デイパック、どれにする?」 - Deipakku, Dore ni Suru?                           | 14 febbraio 2013 |         |
| 8        | Arrampichiamo il M.te Takao! 「高尾山に登ろう!」 - Takaosan ni Noborō!                              | 21 febbraio 2013 |         |
| 9        | Una Ragazza della Foresta nella Foresta!? 「森の中で森ガール!?」 - Mori no Naka de Mori Gāru!?      | 28 febbraio 2013 |         |
| 10       | L'arrampicata non è conclusa finché non si è scesi!? 「降りるまでが登山!?」 - Oriru Made ga Tozan!? | 7 marzo 2013     |         |
| 11       | Domani lo Passiamo Fuoriporta! 「明日はアウトドア!」 - Ashita wa Autodoa!                           | 14 marzo 2013    |         |
| 12       | Al prossimo Paesaggio 「そして、次の景色へ」 - Soshite, Tsugi no Keshiki e                          | 21 marzo 2013    |         |
| OVA (13) | I muri non sono così spaventosi? 「壁って怖くないの?」 - Kabe-tte Kowakunai no?                     | 24 maggio 2013   |         |

### Stagione 2 (2014)
| Nº Ja      | Nº It | Titolo italiano Giapponese 「Kanji」 - Rōmaji | In onda           | In onda |
| Nº Ja      | Nº It | Titolo italiano Giapponese 「Kanji」 - Rōmaji | Giapponese        |         |
| 1          | 13    | Passiamo la Notte in Tenda! 「テントに泊まろう！」 - Tento ni Tomarou!                                                                                                | 9 luglio 2014     |         |
| 2          | 14    | Andiamo a vedere il Monte Fuji! 「富士山を見に行こう!」 - Fuji-san o Mi ni Ikou!                                                                                      | 16 luglio 2014    |         |
| 3          | 15    | Arrampicare la Montagna 「山に登るということ」 - Yama ni Noboru to Iu koto                                                                                            | 23 luglio 2014    |         |
| 4          | 16    | Il Divertimento Dopo l'Arrampicata! 「降りた後のお楽しみ!」 - Orita Ato no Otanoshimi!                                                                                | 30 luglio 2014    |         |
| 5          | 17    | Non Ti Perdonerò! 「ゆるして、あげない！」 - Yurushite, Agenai! | 6 agosto 2014     |         |
| 6          | 18    | Per Fare Ciò che Ami 「好きな事をするために」 - Suki na Koto o Suru Tame ni                                                                                           | 13 agosto 2014    |         |
| 7          | 19    | Incoraggiamento al Nuoto? 「カワノススメ?」 - Kawa no Susume? | 20 agosto 2014    |         |
| 8          | 20    | Creare dei Bei Ricordi 「素敵な思い出を」 - Suteki na Omoide o | 27 agosto 2014    |         |
| 9          | 21    | Lieta d'IncontrarLa, M.te Fuji! 「初めまして、富士山」 - Hajimemashite, Fuji-san                                                                                      | 3 settembre 2014  |         |
| 10         | 22    | Il M.te Fuji Non È Facile... 「富士山って、甘くない･･･」 - Fuji-san tte, Amakunai...                                                                                  | 10 settembre 2014 |         |
| 11         | 23    | Ne Ho Avuto Abbastanza!! 「もぉ、やだ!!」 - Mo~o, yada!! | 17 settembre 2014 |         |
| 12         | 24    | Dear My Friend 「Dear My Friend」 | 24 settembre 2014 |         |
| 13         | 25    | Il Racconto della Lucciola Misteriosa 「不思議なホタルの物語」 - Fushigi na Hotaru no Monogatari                                                                      | 8 ottobre 2014    |         |
| 14         | 26    | Sul M.te Kirigamine con Mamma! 「お母さんと霧ヶ峰!」 - Okāsan to Kirigamine!                                                                                          | 15 ottobre 2014   |         |
| 15         | 27    | I Ricordi dell'Impermeabile: Hey, Yuuka. Cosa Stai Facendo, Adesso? 「雨具の記憶 ～ねぇ、ゆうか。今なにしてるの？」 - Amagu no Kioku: ~Nē, Yūka. Ima Nani shiteru no? | 22 ottobre 2014   |         |
| 16         | 28    | Ereditare Pensieri 「思いをうけついで」 - Omoi o Uketsuide | 29 ottobre 2014   |         |
| 17         | 29    | Come te la cavi con le Altezze? 「高いところって、平気?」 - Takai Tokoro tte, Heiki?                                                                                  | 5 novembre 2014   |         |
| 18         | 30    | Sto iniziano un Lavoro Part-Time! 「アルバイト、始めます！」 - Arubaito, Hajimemasu!                                                                                  | 12 novembre 2014  |         |
| 19         | 31    | I Compiti delle Vacanze Infiniti! 「宿題が終わらないよぉ」 - Shukudai ga Owaranai yō                                                                                  | 19 novembre 2014  |         |
| 20         | 32    | La Grande Avventura di Kokona's all'Hanno 「ここなの飯能大冒険」 - Kokona no Han'nō Dai Bōken                                                                         | 26 novembre 2014  |         |
| 21         | 33    | Verso la Montagna dei Ricordi 「思い出の山へ」 - Omoide no Yama e | 3 dicembre 2014   |         |
| 22         | 34    | Possiamo Essere Amiche? 「ともだちになろ？」 - Tomodachi ni naro? | 10 dicembre 2014  |         |
| 23         | 35    | Promessa 「約束」 - Yakusoku | 17 dicembre 2014  |         |
| 24         | 36    | Addio, Nostra Estate 「さよなら、わたしたちの夏」 - Sayonara, Watashi-tachi no Natsu                                                                                  | 24 dicembre 2014  |         |
| OVA1 (6.5) | -     | Incoraggiamento al Reggiseno? 「ブラノススメ？」 - Bura no Susume? | 24 ottobre 2014   |         |
| OVA2 (100) | -     | Incoraggiamento all'Arrampicata: La Top Ten! 「ヤマノススメ・ベストテン！」 - Yama no Susume Besuto Ten!                                                              | 27 marzo 2015     |         |

### Omoide Present(2017 OVA)
| Nº  | Titolo italiano Giapponese 「Kanji」 - Rōmaji                                                                       | In onda         | In onda |
| Nº  | Titolo italiano Giapponese 「Kanji」 - Rōmaji                                                                       | Giapponese      |         |
| OVA | Il 31 agosto di Kokona 「ここなの8/31」 - Kokona no 8/31Il 28 ottobre di Hinata 「ひなたの10/28」 - Hinata no 10/28 | 28 ottobre 2017 |         |
|     | |                 |         |

### Stagione 3 (2018)
| Nº Ja | Nº It | Titolo italiano Giapponese 「Kanji」 - Rōmaji                                                                                  | In onda           | In onda |
| Nº Ja | Nº It | Titolo italiano Giapponese 「Kanji」 - Rōmaji                                                                                  | Giapponese        |         |
| 1     | 37    | Primo Appuntamento sul M.te Tsukuba!? 「筑波山で初デート！?」 - Tsukuba-san de Hatsu Dēto!?                                    | 2 luglio 2018     |         |
| 2     | 38    | Le Scarpe da Escursionismo sono Così Cruciali? 「登山靴ってすごいの？」 - Tozangutsu tte Sugoi no?                             | 9 luglio 2018     |         |
| 3     | 39    | Alpi nell'Hanno!? 「飯能にアルプス！？」 - Hannō ni Arupusu!?                                                                  | 16 luglio 2018    |         |
| 4     | 40    | Divertirsi con le Compagne di Scuola! 「クラスメイトと遊ぼう!」 - Kurasumeito to Asobō!                                        | 23 luglio 2018    |         |
| 5     | 41    | Fotografiamo i Nostri Ricordi! 「思い出を写そう！」 - Omoide o Utsusō!                                                         | 30 luglio 2018    |         |
| 6     | 42    | Di Cosa sa il Caffè? 「コーヒーってなんの味？」 - Kōhī tte Nan no Aji?                                                         | 6 agosto 2018     |         |
| 7     | 43    | Colei che non Lavora, Altresì Non Potrà Arrampicare?! 「働かざるもの、登るべからず!?」 - Hataraka zaru mono, Noboru bekarazu!? | 13 agosto 2018    |         |
| 8     | 44    | Due Promesse 「ふたつの約束」 - Futatsu no Yakusoku                                                                            | 20 agosto 2018    |         |
| 9     | 45    | Ognuna la Propria Vista 「それぞれの景色」 - Sorezore no Keshiki                                                               | 27 agosto 2018    |         |
| 10    | 46    | La Stagione delle Incomprensioni 「すれちがう季節」 - Surechigau Kisetsu                                                       | 3 settembre 2018  |         |
| 11    | 47    | Un Passaggio Maldestro 「ぎこちない縦走」 - Gikochinai Jūsō                                                                    | 10 settembre 2018 |         |
| 12    | 48    | Amiche 「ともだち」 - Tomodachi                                                                                                | 17 settembre 2018 |         |
| 13    | 49    | È un Segreto, d'Accordo? 「秘密だよ?」 - Himitsu da yo?                                                                        | 24 settembre 2018 |         |